# Dubbele boekhouding
Een dubbele boekhouding of zwarte boekhouding verwijst in het Nederlands naar de illegale praktijk waarbij een deel van de opbrengsten en kosten niet, niet geheel, of niet tijdig, in de officiële boekhouding verantwoord wordt. De zwarte boekhouding is dan de echte, of deze bevat de verschillen met de officiële, zoals de daarin verzwegen opbrengsten.
Deze praktijk wordt met name gebezigd om voor de buitenwereld bepaalde kosten of opbrengsten verborgen te houden. Vaak met het oog op het afdragen van minder belasting, maar soms ook om beleggers te misleiden of om een illegale activiteit verborgen te houden. In dat laatste geval wordt ook wel van schaduwboekhouding gesproken.
Omdat het voor de aansturing van het bedrijf nog steeds belangrijk is om te weten wat de werkelijke omzet en kosten zijn, houdt het bedrijf er een tweede (dubbele) boekhouding op na.
In België worden de termen "dubbele boekhouding" en het reguliere "dubbel boekhouden" gemakkelijk door elkaar gebruikt en spreekt men vaker van "zwarte boekhouding" als het over de illegale praktijk gaat.